# Missions Catòliques Franciscanes de Tànger
Les Missions Catòliques Franciscanes de Tànger van ser un projecte no realitzat de l'arquitecte Antoni Gaudí (1892-1893). Fou un encàrrec del prefecte de la missió franciscana de Tànger (Marroc), el pare José María Lertxundi, que va comptar amb la col·laboració dels marquesos de Comillas Claudi López i Bru i María Luisa Andrés Fernández-Gayón y Barrié. Consistia en un conjunt compost per església, convent, hospital i escola, tot i que finalment no es va dur a terme per motius polítics i econòmics.

## Història
José María Lertxundi, sacerdot i missioner franciscà, va arribar a Tànger el 1862 per a incorporar-se a la Missió Catòlica del Marroc, de la qual va ser Prefecte Apostòlic des del 1877 fins a la seva mort el 1896. Va assolir un profund coneixement de la llengua àrab, raó per la qual va actuar com a intèrpret oficial de les ambaixades intercanviades entre els reis d'Espanya i el sultà Hassan I del Marroc, així com entre el sultà i el papa Lleó XIII. A Tànger s'encarregà de la restauració o construcció d'un gran nombre d'esglésies, escoles i cases de missió, i fou també l'inspirador del Santuari de la Mare de Déu de Regla a Chipiona, un centre de formació de missioners franciscans destinats a Terra Santa i el Marroc, inaugurat el 1882. Entre finals dels anys 1880 i començaments dels 1890 tenia planejat ampliar la missió amb un conjunt polivalent que hauria inclòs una església, un convent, un hospital i una o diverses escoles, juntament amb dependències diverses per a les múltiples tasques encomanades a la missió.

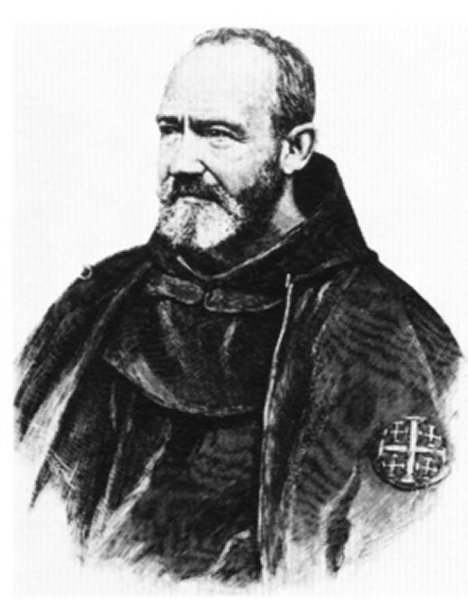
José María Lertxundi

El projecte va trobar un important suport en la figura de l'empresari i filantrop Claudi López i Bru, segon marquès de Comillas i propietari de diversos negocis, com la Companyia General de Tabacs de Filipines i la Companyia Transatlàntica, una important naviera que tenia diverses contractes oficials per al tràfic marítim entre Espanya i el Marroc. El seu pare Antonio López y López, primer marquès de Comillas, havia encarregat a Gaudí El Capricho de Comillas, pel que novament va sol·licitar els serveis de l'arquitecte reusenc per a dur a terme el projecte. L'encàrrec es va formalitzar a través de l'Asociación de Damas de la Inmaculada Concepción, la qual presidia María Luisa Andrés Fernández-Gayón y Barrié, esposa del marquès de Comillas, qui va ser la que va portar la tasca administrativa i comptable del projecte tangerí.
Segons sembla, Gaudí va efectuar un viatge a Tànger —després de recalar a Cadis i Màlaga— per a examinar el terreny del projecte per a les Missions. Malgrat tot, no està fefaentment documentada la data exacta d'aquest viatge: segons Josep Maria de Dalmases, net del fundador de la Sagrada Família —en un escrit del 1927—, Gaudí va estar a Tànger el 1887, després de visitar l'Exposició Naval celebrada aquell any a Cadis, la qual incloïa un pavelló de la Companyia Transatlàntica que va ser traslladat posteriorment a Barcelona per a l'Exposició Universal de 1888, projecte del que s'encarregà Gaudí; però encara que aquest viatge s'hagués realitzat, és poc probable que fos per al projecte de les Missions, el qual va ser encomenat a Gaudí el 1891. Per altra banda, Tokutoshi Torii postula que el viatge degué ser el 1891 per a inspeccionar el terreny, abans de començar a elaborar el projecte; però segons una correspondència entre el pare Lertxundi i altre franciscà de la missió, el germà Alcayne, el terreny per al nou projecte va ser comprat el 1895, una parcel·la al barri del Soco on el 1913 es va construir una escola, pel que el viatge de Gaudí no va poder ser per a inspeccionar un terreny que encara no es disposava. Segons dades aportades per Joan Bassegoda, en la comptabilitat de l'Asociación de Damas de la Inmaculada Concepción figuren uns pagaments a Gaudí efectuats a Màlaga (200 pessetes), a Tànger (1.200 pessetes) i a Barcelona com honoraris per la totalitat del projecte (10 000 pessetes), però sense especificar data, ja que està en un conjunt de la comptabilitat establerta entre 1888 i 1895. Per altra banda, en una carta del pare Francisco María Cervera —successor de Lertxundi com a prefecte de les Missions— al pare Lertxundi de 10 de desembre del 1891 diu que «a començaments de l'any vinent [Gaudí] anirà allí, ja que el marquès de Comillas li ha indicat que aleshores es podrien inaugurar les obres». Així que sembla probable que el viatge fos el 1892, tot i que va poder ser posteriorment.
Sobre les causes de la no realització també hi ha nombrosos dubtes: el projecte fou aprovat per la Congregació Capitular de Tànger el 17 d'octubre del 1893, però va quedar pendent de l'aprovació per part de la Santa Seu, especialment per unes reserves formulades per la «grandesa i sumptuositat» del projecte, no adient a l'austeritat pròpia dels franciscans. Però el més probable fou l'agitada situació política al Marroc: el 1893 va haver una insurrecció a Melilla (Guerra de Margallo) per a evitar la fortificació de les Càbiles, que va terminar amb un acord entre Espanya i el Marroc signat el 5 de març del 1894. Aquesta agitació política va comportar a més una crisi econòmica que va fer especial efecte en els negocis del marquès de Comillas, ja que Tabacos de Filipinas i la Companyia Transatlàntica van estar a la vora de la fallida.
Gaudí va lamentar profundament la no realització del projecte, i va guardar sempre l'esbós del conjunt, penjat al seu taller de la Sagrada Família i que ensenyava sempre als visitants. Va ser cremat amb altres documents durant la Guerra Civil, però el disseny de l'arquitecte va sobreviure en diverses fotografies preses anteriorment.

## Descripció
El projecte consistia en un conjunt compost per església, convent, hospital i escola, ubicat en un recinte de 120 m de diàmetre, amb una alçada que oscil·lava entre els 24 m al perímetre circumdant i els 80 m de la torre central. Gaudí va concebre una estructura de forma fortificada, com un alcàsser dels que se solien aixecar a les colònies espanyoles d'Àfrica, amb alts murs i torres prominents. El conjunt tenia planta quadrilobulada, en forma de cinc creus potençades (senya dels missioners franciscans del Marroc), amb arcs catenaris i torres de perfil parabòlic, amb finestres hiperboloidals. Interiorment, l'estructura s'hauria compost —en la majoria d'edificis— de soterrani, planta baixa, tres pisos i golfes amb càmara aïllant —solució que també va aplicar a la Casa Milà. Hauria tingut un conjunt de 17 torres, a les quals —com és habitual a l'arquitectura gaudiniana— el seu autor les atorgava un simbolisme religiós: la torre central —la més alta— hauria estat dedicada a Jesús, rodejada de quatre torres dedicades als evangelistes i dotze als apòstols.
Segons Tokutoshi Torii, la planimetria del conjunt està basada en el nombre dotze: el diàmetre són 120 m (12x10), l'alçada de cada pis 6 (12/2), el mur exterior 24 (12x2) i la planta de l'església 36 (12x3). Simbòlicament, el dotze representa la Nova Jerusalem o Regne de Déu, descrit per Sant Joan a l'Apocalipsi (21, 16): «i la ciutat s'estén en quadre, i la seva longitud és tan gran com la seva amplada. I va mesurar la ciutat amb la canya, dotze mil estadis; la seva longitud i amplada i alçada són iguals».
| Gaudí: Projecte de Tànger (1892-1893) | Gaudí: Projecte de Tànger (1892-1893) | Gaudí: Projecte de Tànger (1892-1893) | Gaudí: Projecte de Tànger (1892-1893) |
| ------------------------------------- | ------------------------------------- | ------------------------------------- | ------------------------------------- |
|                                       |                                       |                                       |                                       |
| Alçat original de Gaudí               | Secció interpretada per Torii         | Planta baixa interpretada per Torii   |                                       |

Malgrat la seva no realització, aquest projecte li va influir per a les obres de la Sagrada Família, especialment en el disseny de les torres, de perfil parabòlic com en les Missions. Igualment, el projecte per a les Missions li va servir per a diverses realitzacions posteriors: l'església de planta quadrada coberta de cúpules parabòliques serà l'església de la Colònia Güell, mentre que la cripta amb columnes i voltes de casquet esfèric la trobem en la columnata dòrica del Parc Güell, i els passadissos formats per una successió d'arcs catenaris apareixeran al Col·legi de les Teresianes i a les golfes de la Casa Milà.
Així, malgrat no ser un projecte realitzat, les Missions van tenir una gran importància en l'obra posterior de Gaudí i en la formulació d'un estil personal i naturalista que seria característic de l'etapa madura de l'arquitecte, allunyada ja de l'historicisme de les seves primeres obres i del modernisme programàtic que triomfava llavors en la societat catalana. Gaudí va passar a inspirar-se en les formes orgàniques de la natura, per al que va posar en pràctica tota una sèrie de noves solucions estructurals originades en les profundes anàlisis que va efectuar de les superfícies reglades, especialment en quant l'ús de l'arc parabòlic o catenari, també anomenat funicular de forces, que va utilitzar com a element més adequat per a suportar les pressions.

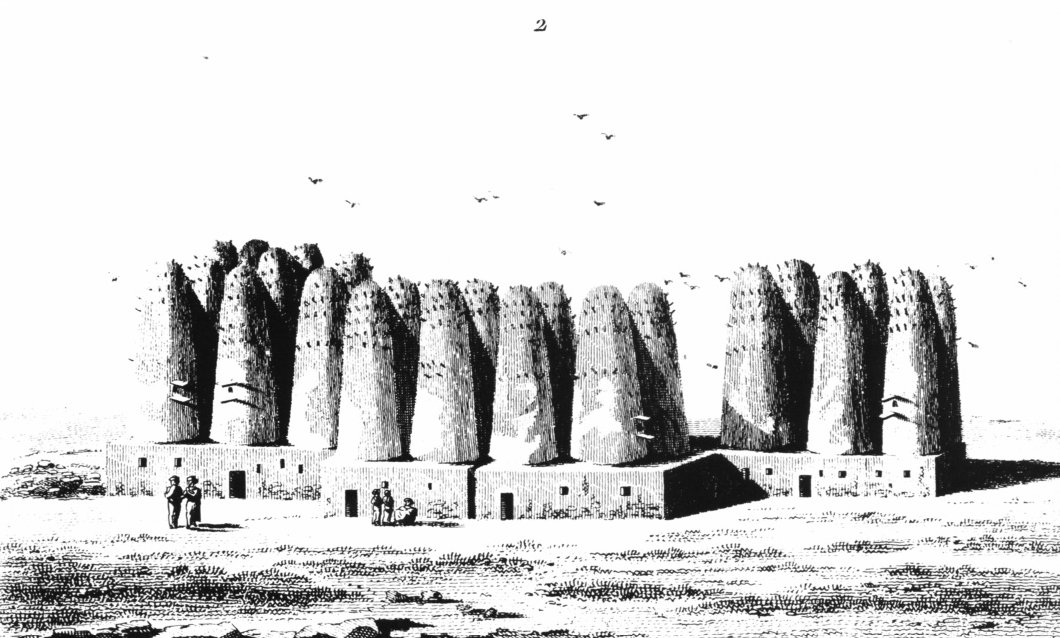
Aldea egípcia amb colomars, d'Alí Bey (1806)

L'aparició de l'arc catenari al projecte de les Missions no deixa de ser sorprenent, ja que no hi ha antecedents de la seva utilització en l'obra de l'arquitecte. Al respecte, Tokutoshi Torii proposa a la seva obra El món enigmàtic de Gaudí (1983) diverses hipòtesis: una podria ser l'habitual construcció en terres africanes de colomars de forma parabòlica, i que Gaudí podria haver vist en diversos gravats de l'aventurer català Domènec Badia i Leblich, més conegut com a Alí Bey; altra inspiració podria venir de les fortaleses executades en aquells anys per enginyers militars, especialment les de Francisco Roldán y Vizcaíno, que solien presentar estructures de forma parabòlica, que són estructuralment pràctiques i equilibrades. En tot cas, aquesta nova solució estructural seria profusament utilitzada per Gaudí, al mateix temps que la seva influència es rastreja en l'obra de diversos arquitectes posteriors, com Pier Luigi Nervi, Friedensreich Hundertwasser, Oscar Niemeyer, Félix Candela, Eduardo Torroja, Kenji Imai, Frei Otto i Santiago Calatrava.